# Stazione di Modugno (FAL)
La stazione di Modugno è una stazione ferroviaria posta sulla linea Bari-Matera, a servizio del comune di Modugno.

## Storia

### Vecchia stazione (1915-2021)
La stazione originaria era dotata di un fabbricato viaggiatori ospitante una sala d'attesa e la dirigenza del movimento. Il binario giunto alla stazione si divideva in due per permettere la coincidenza dei treni. Erano presenti due banchine laterali. In zona era possibile l'interscambio con l'ex fermata RFI di Modugno Città.
Negli anni 2000 cominciò la variante di tracciato della ferrovia Bari Centrale-Bari S.Andrea. Con lo scopo di eliminare il passaggio a livello e rendere più agevole la comunicazione fra le due parti della città di Modugno, venne realizzato un progetto di "Interramento linea ferroviaria FAL nell'aggregato urbano della città di Modugno". Questo progetto si proponeva anche di migliorare l'accesso alla stazione delle Ferrovie Appulo Lucane. Nel 2008 la Regione Puglia deliberò l'"Interramento linea ferroviaria in agro di Modugno" e il 22 febbraio 2010 il Nucleo di Valutazione e Verifica degli Investimenti Pubblici della Regione Puglia diede parere favorevole alla realizzazione del progetto.
Per limitare i disagi agli utenti, la vecchia stazione di Modugno venne dismessa per fasi successive: per tutta la durata dei cantieri di interramento venne tenuto attivo un binario con relativa banchina, fino alla completa chiusura nel 2022.

### Stazione attuale (dal 2021)
Il 10 dicembre 2021, in contemporanea al tratto parallelo di RFI, venne inaugurata la nuova fermata di Modugno della ferrovia Bari-Matera. La stazione è sita ad una profondità di circa 12 m rispetto alla precedente ed è dotata di un unico binario. Benché sia di fatto costruita in trincea, per tutta la lunghezza della banchina è interamente coperta da un'unica tettoia, caratteristica che la rende più simile ad una fermata sotterranea.  I suoi accessi sono costituiti da ascensori e scale fisse.
Poiché il tratto urbano della FAL è in fase di raddoppio, in futuro è prevista la costruzione del secondo binario interrato.

## Servizi
La stazione dispone di:
- Fermata della linea extraurbana
- Biglietteria self-service
- Sala d'attesa
- Servizi igienici
- Servizio Wi-Fi